# Boris Trajkovski
Boris Trajkovski (Macedonisch: Борис Трајковски) (Strumica, 25 juni 1956 – nabij Stolac (Bosnië en Herzegovina), 26 februari 2004) was van december 1999 tot zijn dood president van Macedonië.
Bij de presidentsverkiezingen van 14 november 1999 kon de bevolking van Macedonië de opvolger van Kiro Gligorov kiezen. Trajkovski versloeg zijn tegenkandidaat Tito Petkovski met 52%-45%. Omdat de uitslag werd aangevochten, kon hij pas na een maand aantreden als president.
Tijdens zijn bewind had Trajkovski te maken met etnische conflicten in zijn land. Bij de opstand van de etnische Albanezen in 2001 hield de wereld haar adem in, omdat een nieuwe burgeroorlog op de Balkan dreigde.
Ook was hij een actief lid van de methodistische kerk in zijn land.
Boris Trajkovski kwam op begin 2004 op 47-jarige leeftijd bij een vliegtuigongeluk om het leven, toen hij onderweg was naar een economische conferentie in Bosnië.